# Koprzywnica (powiat człuchowski)
Koprzywnica (kaszb. Kòprzëwnëca) – opuszczona mała osada kaszubska w Polsce położona w województwie pomorskim, w powiecie człuchowskim, w gminie Przechlewo nad zachodnim brzegiem jeziora Szczytno Wielkie. Wieś jest częścią składową sołectwa Pakotulsko.
Obecnie we wsi znajduje się ekskluzywny ośrodek wypoczynkowy z przystanią i kąpieliskiem strzeżonym na Szczytnie Wielkim.
W latach 1975–1998 miejscowość położona była w województwie słupskim.
Inne miejscowości o nazwie Koprzywnica: Koprzywnica